# Moctezuma fejdísze

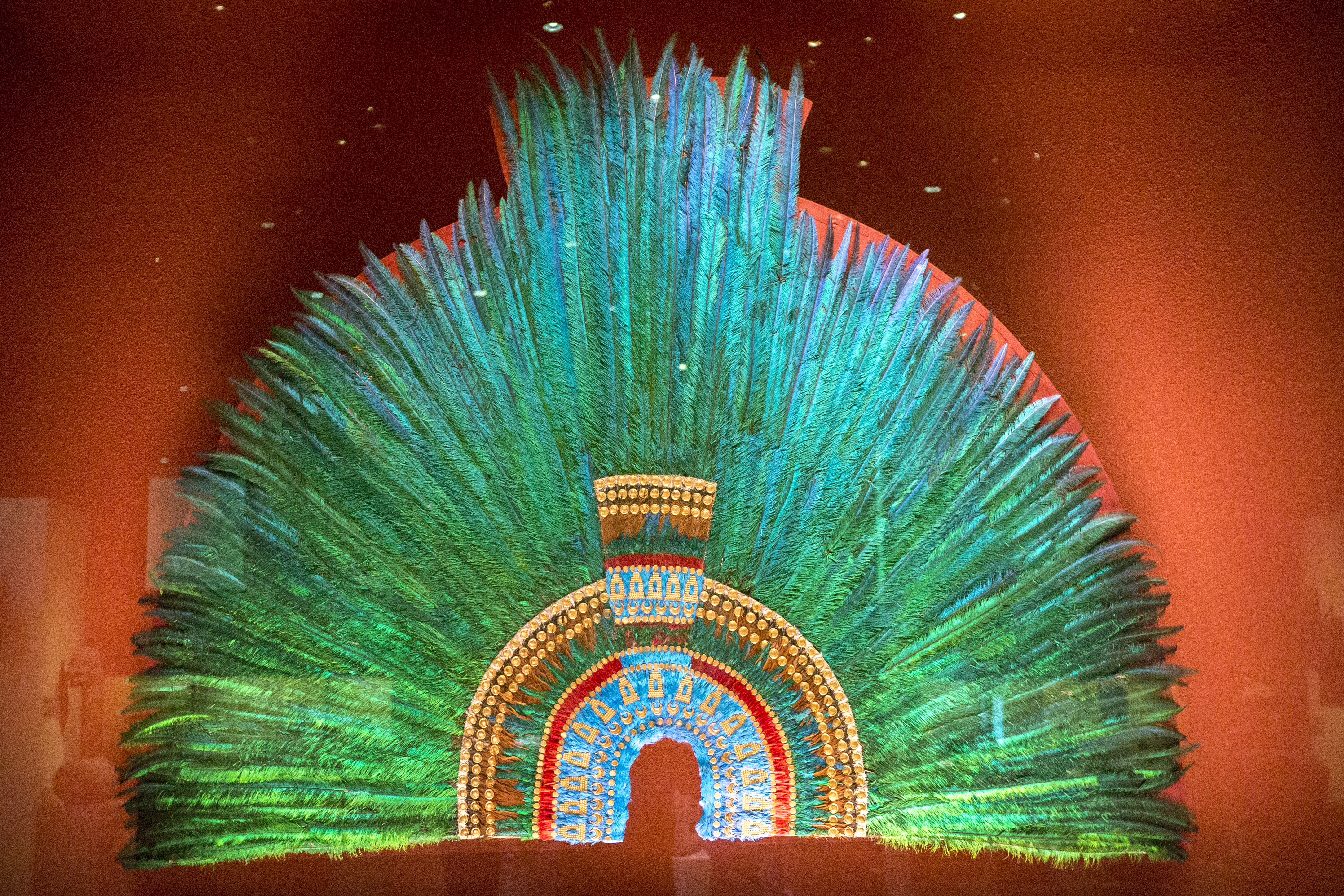
A fejdísz 1940-ben készült másolata a Mexikói Nemzeti Embertani Múzeumban

Moctezuma fejdísze néven ismert az a kvézáltollakkal díszített indián fejdísz, amelyet ma a bécsi Néprajzi Múzeumban őriznek. Bár eredete nem ismert teljes bizonyossággal, legtöbben azt feltételezik, hogy a fejdísz II. Moctezuma azték uralkodóé volt, aki Hernán Cortés megérkezésekor ajándékozta neki azt. Bár Mexikó szeretné visszaszerezni az értékes kincset, tudósok szerint a szállítás során létrejövő rezgések visszafordíthatatlan károkat okoznának benne, ezért nem kerülhet vissza eredeti hazájába.

## Története
A fejdísz a 16. század elején készült, és valószínűleg azon ajándéktárgyak egyike lehetett, amelyet 1519-ben II. Moctezuma azték uralkodó adott üdvözlésképpen a valójában hódítási szándékkal érkező spanyolok vezérének, Hernán Cortésnek. A fejéket Cortés továbbküldte, szintén ajándékképpen, I. Károly spanyol királynak, majd ismeretlen módon került Innsbruckba, ahol 1596-ban már az Ambras kastélyban felvett leltárban szerepelt. Ekkor még „mór fejfedő”-nek hitték, később már „indián fejfedő”-ként azonosították, 1788-ban pedig mint „indián kötény”. A kérdés 1908-ban dőlt el véglegesen, amikor az Amerikanisták Nemzetközi Kongresszusának bécsi ülésén meghatározták, hogy valójában fejdíszről van szó.
1878-ban felújították, de nem teljes szakszerűséggel: kis, új tollakat illesztettek az alsó részéhez, néhány aranyból készül fémrészt pedig sárgarézzel helyettesítettek. Ennek ellenére van olyan szakértő, aki szerint ha ez a felújítás annak idején nem történt volna, akkor a tárgy annyira tönkrement volna, hogy ma már nem is létezne. 1940-ben Francisco Moctezuma, egy mexikói amanteca (tollművész) elkészítette a fejdísz (nem teljesen pontos) másolatát, ez ma a mexikóvárosi Nemzeti Embertani Múzeumban látható.
Az eredeti tárgyat 2010-ig függőleges helyzetben, egy fekete vászonhoz tűkkel hozzáerősítve tárolták, később 22,5 fokos dőlésszögben helyezték el egy olyan vitrinben, amely képes megvédeni a külső, káros hatások többségétől, különösképpen a rezgésektől, amelyek károsíthatnák. Pont az ilyen esetleges rezgések akadályozzák meg azt is, hogy a fejdísz nagyobb távolságokra szállítható legyen, pedig Mexikó 1991 óta követeli Ausztriától a kincs visszajuttatását. Mivel választ sokáig nem kaptak, ezért 2011-ben újra kérelmezték, sőt, ideiglenesen cserébe felajánlották az osztrákoknak Habsburg Miska mexikói császár Mexikóvárosban őrzött aranyhintóját is. A bécsi múzeumban egyébként a nagyközönség az idő nagy részében nem láthatja a fejdíszt, 2004 óta mindössze 2012. november 15-től 2014. november 3-ig volt kiállítva.

## Leírása
A 19. századi felújítás óta síkba kiterített fejdísz 1,30 méter magas és 1,78 méter széles. Tollai, amelyek többsége kékes-zöldes színű, de előfordul köztük vörös és barna is, hím kvézálmadarakból származnak. A hozzá tartozó 1544 fémelem 85%-a aranyból, 10%-a ezüstből, 3%-a pedig rézből készült. Állapota a több száz év alatt leromlott, a beleépített 27 rúdon, amelyek a tollazatot tartják, ma 29 repedés, törés figyelhető meg.